# XU-Fjella
Die XU-Fjella ist ein Gebirgsteil der Heimefrontfjella im Königin-Maud-Land. Sie besteht aus etwa 20 Nunataks, die sich über eine Fläche von 180 km² erstrecken. Das Gebirge wurde nach der norwegischen Widerstandsgruppe XU im Zweiten Weltkrieg benannt.

## Erforschung
Die XU-Fjella ist der am höchsten gelegene Teil der Heimefrontfjella, der von den übrigen Gebirgsteilen durch breite, spaltenreiche Gletscher getrennt wird und dadurch nur schwer zugänglich ist. Die Erforschung begann im Südsommer 1965/66 durch eine britische Expedition, die Vermessungsarbeiten vornahm und ein geologisches Programm durchführte. Zwei deutsche Expeditionen erforschten in den Jahren 1994 und 2001 das Gebirge und erstellten detaillierte geologische Karten.
Über einem mittelproterozoischen Grundgebirge aus metamorphen Gesteinen liegt ein in Resten erhaltenes Deckgebirge aus permischen Sandsteinen. Die höchsten Nunatakker werden aus Basalten aufgebaut, die beim Auseinanderbrechen des Kontinents Gondwana und der Öffnung des Südpolarmeeres im Jura gefördert wurden.

## Nunatakker
Nur die acht größten Nunatakker sind auf der norwegischen topographischen Karte mit Namen versehen. Das Norsk Polarinstitutt benannte die Nunatakker nach norwegischen Widerstandskämpfern im Zweiten Weltkrieg.
| Nunatak                      | Position Süd            | Position West          | Benannt nach | Geologischer Aufbau                                 |
| Hauglandkleppen              | 74°37′45″               | 10°14′30″              | Finn Haugland (1907–1981), tätig im zivilen Widerstand und dem Untergrund-Nachrichtendienst                                                      | Gneis und Marmor, Gipfelbereich permische Peneplain |
| Bjørnnutane                  | 74°37′15″               | 9°57′30″               | Bjørn Eriksen (1916–1943), Mitglied des Untergrund-Geheimdienstes XU und Bjørn Reinertsen (1920–1943), Führer des XU von April bis Dezember 1943 | jurassische Basaltdecke                             |
| Storsveenfjellet             | 74°34′15″ bis 74°36′15″ | 10°13′30″ bis 10°09′0″ | Arvid Storsveen (1915–1943), Führer des Untergrund-Geheimdienstes XU bis April 1943                                                              | Gneis                                               |
| Dallknatten                  | 74°35′10″               | 10°04′0″               | William Dall (1913–1996), Leiter einer Widerstandsgruppe in Nordnorwegen                                                                         | Gneis                                               |
| Rasmussenegga (6 Nunatakker) | 74°33′15″ bis 74°34′15″ | 10°02′0″ bis 10°05′0″  | Einar Korsvig Rasmussen (1895–1964) | Gneis                                               |
| Jakobsenknatten              | 74°33′0″                | 9°59′0″                | Sigurd Jakobsen (1911–1943) , Journalist und Widerstandskämpfer                                                                                  | Gneis                                               |
| Borch-Johnsennuten           | 74°31′40″               | 9°58′30″               | Erling Borch-Johnsen (1873–1962), Arzt und Widerstandskämpfer in Narvik                                                                          | Gneis                                               |
| Strømnæsberget               | 74°31′30″               | 9°54′0″                | Øistein Strømnæs (1914–1980), Führer des Untergrund-Geheimdienstes XU von 1943 bis 1945                                                          | Gneis                                               |